# 참매미
참매미(Hyalessa maculaticollis)는 곤충강 노린재목 매미과에 속한다.

## 개요
한반도, 중국, 러시아 연해주, 일본에 분포한다. 몸길이 대략 35mm, 날개를 포함한 길이는 58mm 정도이다. 대부분의 참매미는 머리와 가슴의 테두리나 무늬는 녹색을 띄는 것이 보통이지만, 서해도산의 경우엔 노란색 혹은 오렌지색을 띄는 개체가 많다. 참매미는 7월~9월에 출현하는데, 한 여름인 7월 하순~8월에 가장 개체수가 많다. '맴 맴' 혹은 '밈 밈'으로 우는데 일반적인 사람들이 알고 있는 매미의 울음소리다. 수컷은 한번 울고난 자리는 떠나 다른 나무로 옮긴다. 도시와 시골 구분없이 매우 흔하게 서식하며, 주로 산기슭이나 계곡 주변의 숲에서 가장 많이 서식한다.

## 울음소리
참매미는 '맴맴' 혹은 '밈밈'소리를 연속적으로 낸 뒤 마지막에 '밈'하고 높게 음을 낸다. 한번 울고 나서 다른 나무로 이동한다. 일본의 참매미는 '미임-밈밈밈 '하고 우는데, '밈밈밈밈' 부분을 계속하기도 한다.

## 참매미와 민민매미

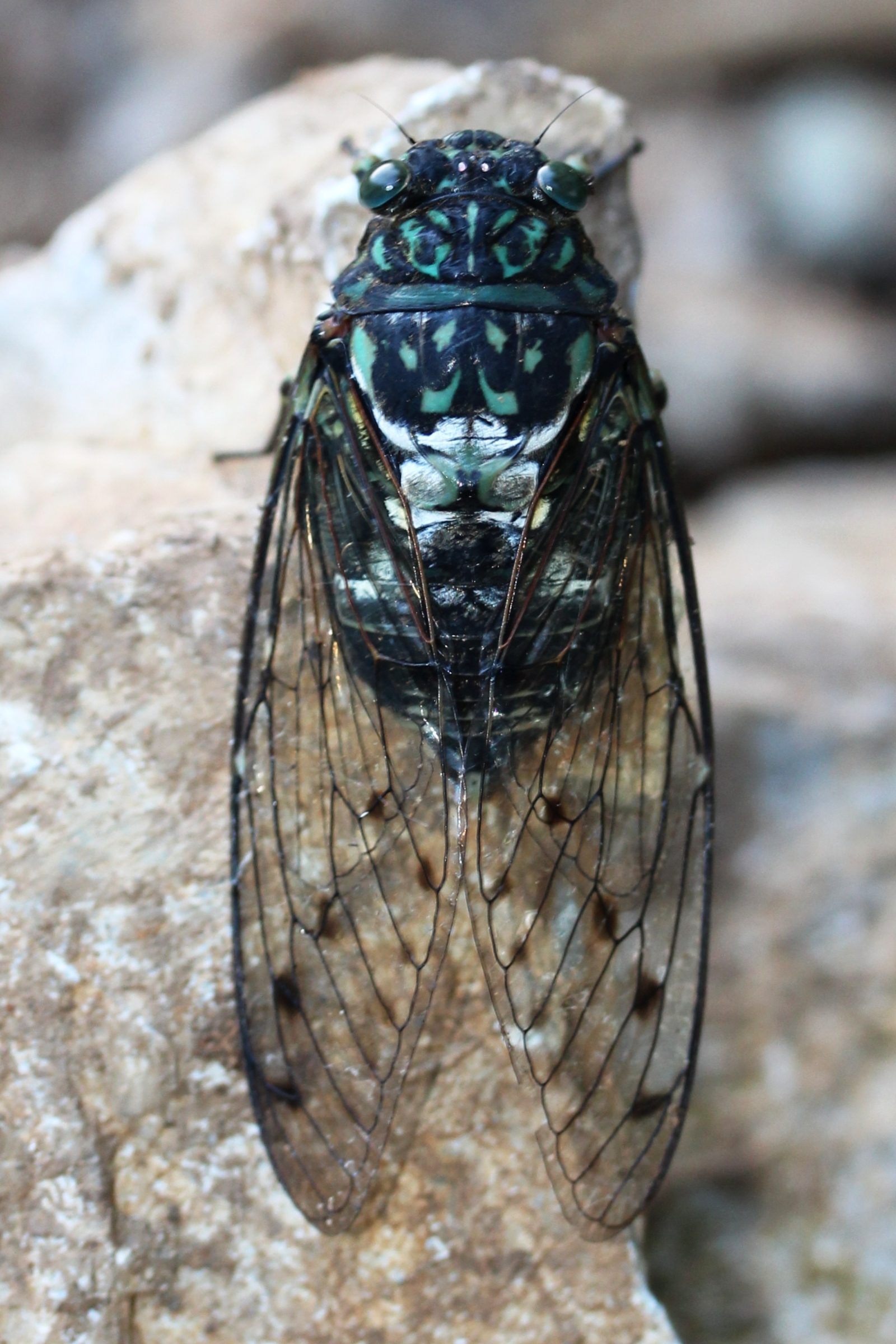
일본의 참매미(민민매미)

참매미(Hyalessa fuscata)는 학자에 따라 별종으로 취급되었다. 참매미와 민민매미(일본어: ミンミンゼミ, H. maculaticollis)는 같은 참매미속이며 생김새와 울음소리도 매우 유사하다. 하지만 울음소리와 무늬에서 약간의 차이를 보인다. 참매미는 '밈밈밈'하면서 낮은 음으로 울지만, 민민매미는 '미임-밈밈밈..'하며 참매미보다 약간 더 높은 울음을 구사한다. 또한 참매미는 끝에 '밈-'하고 높은 음을 내지만, 민민매미는 그러지 않는다. 최근의 분류 체계에서는 Hyalessa fuscata를 H. maculaticollis의 이명으로 보고 있다.

## 같이 보기
- 매미